# Вілкул Юрій Григорович
Ві́лкул Ю́рій Григо́рович (нар. 14 листопада 1949, Кривий Ріг, Дніпропетровська область, УРСР) — український проросійський політик, міський голова Кривого Рогу у 2010—2020 роках та в.о. міського голови з 25 серпня 2021 року. Є найстаршим очільником міста в Україні. Колишній член КПРС, Партії регіонів та Опозиційного блоку, згодом — член Блоку Вілкула «Українська перспектива». Заслужений діяч науки і техніки України (2004). Батько політика Олександра Вілкула.
З 25 серпня 2021 року обраний секретарем Криворізької міської ради, здійснює повноваження Криворізького міського голови у зв'язку зі смертю Костянтина Павлова.

## Життєпис
Народився 14 листопада 1949 року у Кривому Розі на Дніпровщині. З 1968 по 1973 рік навчався у Криворізькому гірничорудному інституті, за спеціальністю «Технологія і комплексна механізація підземної розробки родовищ корисних копалин» і отримав диплом з відзнакою за кваліфікацією «Гірничий інженер».

## Діяльність
З 1965 року по 1968 рік працював токарем на криворізькому заводі гірничошахтного обладнання «Комуніст»;
З 1973 року по 1983 рік — молодший та старший науковий співробітник, заступник голови профспілкового комітету Криворізького гірничорудного інституту;
З 1983 року по 1987 рік працював заступником начальника управління «Криворіжкомплектпостач»;
З 1987 року по 2003 рік — старший викладач, доцент, начальник науково-дослідного комплексу, завідувач кафедри, проректор, перший проректор Криворізького технічного університету.
З 2003 року по 2010 рік — ректор Криворізького технічного університету (за виключенням періоду з 30 серпня 2006 року по 03 червня 2010 року).

### Дніпропетровська обласна рада
30 серпня 2006 — 3 червня 2010 голова Дніпропетровської обласної ради V скликання.

### Криворізький міський голова
З 8 листопада 2010 року  по грудень 2020 року — Криворізький міський голова.

### Місцеві вибори 2010
На виборах 31 жовтня 2010 року Вілкула обрано Криворізьким міським головою вперше.

### Місцеві вибори 2015
25 жовтня 2015 року Вілкул у другому турі набрав на 752 голоси більше за Юрія Милобога (49,3 % проти 48,8 %) зі 108 тис. виборців. При цьому, Юрій Милобог переміг у п'яти районах міста з семи. В найменшому районі міста, Інгулецькому, Вілкул набрав порівняно багато голосів, хоча раніше всі райони міста голосували приблизно однаково на всіх виборах. Результати було оскаржено представниками партій Самопоміч, УКРОП та Сила людей через підозри щодо фальсифікацій, але суди відмовили у задоволені позовів. Згадані події призвели до серії протестів у листопаді-грудні 2015 року.
У результаті 23 грудня Верховна рада України призначила позачергові вибори Криворізького міського голови на 27 березня 2016 року. На них Вілкул набрав 70 % голосів виборців, але згодом всі бюлетені місцевих виборів у Кривому Розі 2015—2016 років, що мали зберігатись у міському архіві п'ять років, було викрадено.
Вілкула обрано Криворізьким міським головою вдруге.

### Місцеві вибори 2020
На виборах 25 жовтня 2020 року Вілкул у першому турі набрав 44,96 % голосів і вийшов у другий тур виборів з Дмитром Шевчиком від президентської партії Слуга народу, що набрав 25,94 %. Вілкул зняв свою кандидатуру після першого туру, пояснивши це станом здоров'я, замість себе підтримав кандидата від проросійської партії ОПЗЖ Костянтина Павлова. У першому турі Костянтин Павлов набрав 9,15 % голосів виборців. За результатами повторного голосування Павлова обрано Криворізьким міским головою.

### 2021
Відразу після смерті Криворізького міського голови Костянтина Павлова у серпні 2021 секретар Криворізькоі міськоі ради, депутат від «Слуги народу» Олександр Котляр подав у відставку.
З 26 серпня 2021 року як новообраний секретар Криворізькоі міськоі ради Юрій Вілкул почав здійснювати повноваження Криворізького міського голови до дострокових виборів Криворізького міського голови, хоча за десять місяців до цього Вілкул заявляв, що стан здоров'я не дозволяв йому здійснювати повноваження Криворізького міського голови.

## Наукова діяльність
- 1987 — науковий ступінь кандидата технічних наук.
- 1989 — звання доцента.
- 1994 — доктор технічних наук.
- 1996 — звання професора.

Є автором та співавтором 8 монографій та близько 120 наукових праць. Має 28 авторських свідоцтв та патентів на винаходи.

## Громадська робота
- член організаційного комітету Всесвітнього Гірничого конгресу,
- президент Академії гірничих наук України,
- член міжнародної асоціації гірничих професорів.

## Родина
Одружений, має сина-політика Олександра та доньку. Згідно з декларацією (2015), заробітна плата становить 268,5 тис. гривень, дивіденди та відсотки — 427,352 тис. гривень, продаж цінних паперів — 1,34 млн грн.
У власності Вілкула житловий будинок площею 123,1 м2, квартира 74,5 м2, дачний будинок площею 15,6 м2. Його дружина задекларувала земельну ділянку площею 800 м2 і житловий будинок площею 255,4 м2, автомобілі: Toyota Land Cruiser Prado (2006) і Mitsubishi Outlander (2003).
На банківському рахунку у Вілкула відкрито депозити на загальну суму 3,544 млн гривень.

## Скандали
У листопаді 2015 року потрапив до скандалу через підкуп виборців під час виборів Криворізького міського голови. Через фальсифікації під час другого туру виборів у місті пройшли протести проти визнання переможцем Вілкула. З 7 районів, Вілкул переміг лише у двох, в решті округів переміг представник «Самопомочі» Юрій Милобог.
У результаті масових протестів оголошення переможцем Вілкула відклали. Протестувальники зайняли міськраду.
17 листопада 2015 більше ніж три тисячі мешканців міста протестувало проти призначення Вілкула міським головою. Силовики намагалися розігнати мітинг.
27 березня 2016 року було проведено дострокові вибори мера Криворізького міського голови. На початку 2016-го Юрій Вілкул почав роздавати «допомогу» у вигляді 500 гривень містянам, які працюють на комунальних підприємствах, багатодітним сім'ям, пенсіонерам.

## Нагороди
- Орден «За заслуги» III ст.[11]
- Орден Данила Галицького (18 серпня 2009) — за значний особистий внесок у соціально-економічний, культурний розвиток Української держави, вагомі трудові досягнення та з нагоди 18-ї річниці незалежності України[12]
- Заслужений діяч науки і техніки України (14 травня 2004) — за вагомі особисті заслуги в розвитку вітчизняної науки, створення національних наукових шкіл, зміцнення науково-технічного потенціалу України та з нагоди Дня науки[13]
- Лауреат Державної премії України в галузі науки і техніки[11] (1997)
- Відзнака Міністерства оборони України — медаль «За сприяння Збройним Силам України» (26 травня 2020)[14]
- Почесний громадянин Кривого Рогу (2010)
- Медаль ЮНЕСКО «За досягнення у науці» (2000)
- Почесна грамота управління освіти і науки Дніпропетровської облдержадміністрації (2002),
- Диплом «Лідер XXI століття» (2003).